# Вибух DC-10 над Тенере
Вибух DC-10 над Тенере — велика авіаційна катастрофа, в результаті теракту, що сталася 19 вересня 1989 року. Авіалайнер McDonnell Douglas DC-10-30 французької авіакомпанії Union de Transports Aériens (UTA) виконував плановий міжконтинентальний рейс UT-772 за маршрутом Браззавіль — Нджамена — Париж, але після вильоту з Нджамени (під час прольоту над пустелею Тенере, а саме над нігерською її частиною) на борту пролунав вибух (бомби), що знищив літак. Загинули усі, хто знаходились на борту 170 осіб — 156 пасажирів і 14 членів екіпажу.
На 2022 рік катастрофа рейсу 772 залишається найбільшою в історії Нігеру.
У 1999 році французький суд признав винним в організації теракту заступника начальника лівійської розвідки і п'ятьох його підлеглих.

## Розслідування
Розслідування причин катастрофи рейсу UT-772 проводило французьке Бюро з розслідування та аналізу безпеки цивільної авіації (BEA).
Як показало вивчення уламків лайнера та даних бортових самописців, о 12:59, на 46 хвилині польоту, коли літак летів на ешелоні FL350, у його вантажному відсіку вибухнула бомба, що знаходилася у валізі на місці 13R. Вибуховою хвилею лайнер розірвало на кілька частин, які впали на землю за 450 кілометрів від Більми. За попередньою версією, валізу з бомбою було завантажено в літак в аеропорту Браззавіля, де були відсутні необхідні заходи безпеки.
У ході подальшого розслідування вдалося встановити, що вибух рейсу UT-772 був організований за вказівкою влади Лівії у зв'язку з військовою допомогою Франції Чаду в період лівійсько-чадського конфлікту.
Слідчі отримали визнання одного з підозрюваних (члена опозиції в Конго), який допоміг завербувати іншого члена опозиції, який бомбу проніс на борт літака. Французька влада офіційно звинуватила в організації вибуху рейсу 772 шістьох лівійців:
- Абдалла Сенуссі (англ. Abdullah Senussi) — чоловік сестри дружини Муаммара Каддафі, заступник голови лівійської розвідки;
- Абдалла Елазрагх (англ. Abdullah Elazragh) — радник посольства Лівії у Браззавілі;

Ібрагім Наелі (англ. Ibrahim Naeli) та Арбас Мусбах (англ. Arbas Musbah) — фахівці з вибухових речовин лівійської спецслужби;
- Ісса Шибані (англ. Issa Shibani) — агент, який придбав таймер для бомби;
- Абдельсалам Хаммуда (англ. Abdelsalam Hammouda) — підлеглий Сенуссі, безпосередній організатор теракту.

У 1999 року всі шестеро заочно засуджено паризьким судом.
Остаточний звіт розслідування BEA був опублікований 17 вересня 1990 року.

## Меморіал
У 2007 році, до 18-ї річниці катастрофи, на місці падіння лайнера (16°51′53″ пн. ш. 11°57′13″ сх. д. / 16.86472° пн. ш. 11.95361° сх. д.) було створено меморіал у вигляді кола діаметром близько 60 метрів, усередині якого знаходиться силует літака DC-10, і додані покажчики сторін світла; по периметру кола розташовані 170 розбитих дзеркал (за кількістю загиблих). У північній частині меморіалу встановлено крило літака, на якому закріплено пам'ятну табличку зі списком імен усіх 170 загиблих.